# 2023年上海
|        | 上海历史 |
| 世紀： | 20世紀上海 \| 21世紀上海 \| 22世紀上海                                                                                     |
| 年代： | 1990年代上海 \| 2000年代上海 \| 2010年代上海 \| 2020年代上海 \| 2030年代上海 \| 2040年代上海 \| 2050年代上海               |
| 年份： | 2019年上海 \| 2020年上海 \| 2021年上海 \| 2022年上海 \| 2023年上海 \| 2024年上海 \| 2025年上海 \| 2026年上海 \| 2027年上海 |
| 紀年： | 癸卯年（兔年）、上海开埠180周年、上海设市96周年                                                                            |

## 主要官员

### 党委
- 市委书记：陈吉宁[註 1]

### 人大
- 人大常委会主任：蒋卓庆→董云虎→（空缺）

### 政府
- 市长：龚正

### 法院
- 院长：刘晓云→贾宇

### 检察院
- 检察长：陈勇

### （党）纪委
- 书记：李仰哲

### 监察委
- 主任：刘学新→李仰哲

### 政协
- 主席：董云虎→胡文容

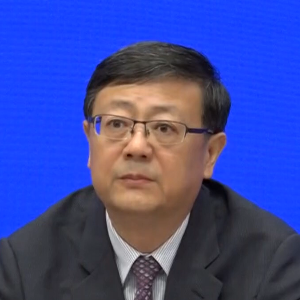
市委书记陈吉宁
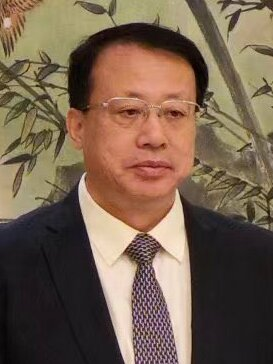
市长龚正

## 大事記

### 3月
- 3月26日夜，上海一部71路无轨电车冲进河里，造成1人死亡[1]。

### 10月
- 10月27日，前中国国务院总理李克强下榻东郊宾馆休养时突发心脏病抢救无效去世，享年68岁。由于他的去世年龄和社会印象中中共对国家领导人健康保养的投入力度不符，引发种种猜测。

## 逝世
- 1月1日，系统工程专家汪浩少将去世，享年92岁。
- 1月1日，德语学者包智星教授去世，享年88岁。
- 1月1日，导演韦廉去世，享年77岁。
- 1月2日，金属材料专家吴忍畊教授去世，享年92岁。
- 1月2日，俄文翻译家王智量教授去世，享年94岁。
- 1月2日，真如寺退居方丈妙灵长老去世，享年94岁。
- 1月2日，滑稽戏表演艺术家李青去世，享年91岁。
- 1月3日，矿业学家吴健教授去世，享年88岁。
- 1月3日，中医陆德铭教授去世，享年87岁。
- 1月3日，导演熊源伟去世，享年80岁。
- 1月3日，油画家潘鸿海去世，享年80岁。
- 1月4日，有机化学家、中国科学院院士陆熙炎去世，享年94岁。
- 1月4日，辞书编纂专家徐文堪去世，享年79岁。
- 1月4日，岩石力学家、中国工程院院士葛修润去世，享年88岁。
- 1月4日，俄文翻译家娄自良去世，享年90岁。
- 1月5日，前中共上海市委宣传部副部长陈其五妻子冯健去世，享年99岁。她和陈其五之子陈晓蒙因胡晓阳案涉强奸、猥亵、轮奸罪被判死刑、陈冰郎被判二十年有期徒刑并在狱中自尽。
- 1月5日，前上海市人民政府副秘书长、财政局局长顾树桢去世，享年103岁。
- 1月5日，妇产科专家严敬明教授去世，享年88岁。
- 1月5日，生物化学家、中国科学院院士杨福愉去世，享年95岁。
- 1月5日，京剧鼓师王玉璞去世，享年98岁。
- 1月5日，语言文学学者朱文华教授去世，享年73岁。
- 1月5日，历史学者、前中共上海市委常委、上海市革委会常委朱永嘉教授去世，享年91岁。
- 1月6日，记者、作家楼乘震去世，享年76岁。
- 1月6日，编剧黄允去世，享年90岁。
- 1月7日，来新民教授去世，享年58岁。
- 1月7日，配音演员苏秀去世，享年96岁。
- 1月7日，京剧表演艺术家毕谷云去世，享年92岁。
- 1月8日，书商、编辑出版家巢峰去世，享年94岁。
- 1月9日，医师方利君教授去世，享年92岁。
- 1月9日，导演陈蝉去世，享年66岁。
- 1月11日，上海史学者张伟去世，享年67岁。
- 1月11日，围棋评论家曹志林去世，享年76岁。
- 1月13日，前上海海洋大学校长乐美龙去世，享年90岁。
- 1月14日，预防医学学者史奎雄教授去世，享年93岁。
- 1月14日，京剧导演马科去世，享年93岁。
- 1月14日，外科学家张圣道教授去世，享年96岁。
- 1月18日，演员、配音演员王洪胜去世，享年84岁。
- 1月18日，裂缝控制专家、宝钢工程师王铁梦去世，享年92岁。
- 1月22日，昆剧作曲李樑去世，享年77岁。
- 1月23日，中国工程院院士胡光镇去世，享年95岁。
- 1月27日，翻译家李文俊去世，享年93岁。
- 1月30日，工业设计学者朱正文教授去世，享年91岁。
- 1月30日，暖通空调与能源领域专家龙惟定教授去世，享年76岁。
- 1月30日，话剧导演、演员李家耀去世，享年87岁。
- 1月30日，歌唱家常留柱去世，享年90岁。
- 2月1日，编剧胡月伟去世，享年73岁。
- 2月5日，历史学家、中共党史学者唐培吉教授去世，享年92岁。
- 2月5日，话剧制作人朱大坤去世，享年79岁。
- 2月5日，旅居中国的台湾旅游博主王敦励去世，享年54岁。
- 2月11日，评弹理论家吴宗锡去世，享年97岁。
- 2月19日，企业家、前上汽集团总裁、董事长陈祥麟去世，享年79岁。
- 2月20日，历史学者张荣华教授去世，享年65岁。
- 2月20日，心理学家余文钊教授去世，享年88岁。
- 2月22日，前景德镇陶瓷学院院长陆文遂去世，享年87岁。
- 2月23日，医学学者王永珍副教授去世，享年89岁。
- 2月26日，儿童医学医师薛惠良教授去世，享年69岁。
- 2月27日，前上海音乐学院副院长朱锺堂副教授去世，享年81岁。
- 2月27日，前中山大学副校长李宝健教授去世，享年89岁。
- 2月27日，导演李歇浦去世，享年81岁。
- 3月1日，儿科医学医师陆忠教授去世，享年51岁。
- 3月6日，雷达专家、中国工程院院士王小谟去世，享年84岁。
- 3月9日，前上海理工大学副校长陈敬良教授去世，享年72岁。
- 3月22日，越剧表演艺术家筱月英去世，享年92岁。
- 4月1日，滑稽戏表演艺术家刘福生去世，享年89岁。
- 4月3日，越剧小旦孟莉英去世，享年88岁。
- 4月7日，心血管学家、麝香保心丸研发者戴瑞鸿教授去世，享年93岁。
- 4月17日，前上海仁济医院院长欧阳仁荣教授去世，享年90岁。
- 5月10日，资源学家、中国工程院院士孙九林去世，享年85岁。
- 5月11日，前西藏自治区人民政府副主席、人大常委会副主任龚达希去世，享年86岁。
- 5月19日，傅雷之子、傅聪之弟傅敏去世，享年86岁。
- 5月23日，石油化工专家、中国工程院院士关兴亚去世，享年91岁。
- 5月29日，道路工程专家姚祖康教授去世，享年88岁。
- 6月22日，植物学家张大兵教授去世，享年55岁。
- 6月24日，前香港首席大法官，第一位华人香港首席大法官“杨官“拿督楊鐵樑爵士去世，他曾是首任香港特首候选人，享年92岁。
- 7月18日，哲学学者潘富恩教授去世，享年90岁。
- 7月26日，中国国家话剧院首任院长赵有亮去世，享年78岁。
- 8月18日，淮剧表演艺术家何双林去世，享年78岁。
- 8月19日，弹评表演艺术家余红仙去世，享年83岁。
- 8月27日，化学工程学家、物理化学家胡英教授去世，享年89岁。
- 8月28日，流行病学家俞顺章教授去世，享年90岁。
- 9月30日，插画家杨志成去世，享年91岁。
- 10月8日，中国工程院院士、中国导弹驱逐舰之父潘镜芙去世，享年93岁。
- 10月23日，油田工程开发专家、中国工程院院士韩大匡去世，享年90岁。
- 10月27日，前中国国务院总理李克强去世，享年68岁。
- 10月29日，化学工程专家、中国科学院院士袁权去世，享年90岁。
- 1月日，去世，享年岁。
- 1月日，去世，享年岁。
- 1月日，去世，享年岁。
- 1月日，去世，享年岁。
- 1月日，去世，享年岁。
- 月日，去世，享年岁。
- 月日，去世，享年岁。
- 月日，去世，享年岁。
- 月日，去世，享年岁。
- 月日，去世，享年岁。
- 月日，去世，享年岁。
- 月日，去世，享年岁。
- 月日，去世，享年岁。
- 月日，去世，享年岁。
- 月日，去世，享年岁。
- 月日，去世，享年岁。
- 月日，去世，享年岁。
- 月日，去世，享年岁。
- 月日，去世，享年岁。
- 月日，去世，享年岁。
- 月日，去世，享年岁。
- 月日，去世，享年岁。
- 月日，去世，享年岁。
- 月日，去世，享年岁。
- 月日，去世，享年岁。
- 月日，去世，享年岁。
- 月日，去世，享年岁。
- 月日，去世，享年岁。
- 月日，去世，享年岁。
- 月日，去世，享年岁。
- 月日，去世，享年岁。
- 月日，去世，享年岁。
- 月日，去世，享年岁。
- 月日，去世，享年岁。
- 月日，去世，享年岁。
- 月日，去世，享年岁。
- 月日，去世，享年岁。
- 月日，去世，享年岁。
- 月日，去世，享年岁。
- 月日，去世，享年岁。
- 月日，去世，享年岁。
- 月日，去世，享年岁。
- 月日，去世，享年岁。
- 月日，去世，享年岁。
- 月日，去世，享年岁。
- 月日，去世，享年岁。
- 月日，去世，享年岁。
- 月日，去世，享年岁。
- 月日，去世，享年岁。
- 月日，去世，享年岁。
- 月日，去世，享年岁。
- 月日，去世，享年岁。
- 月日，去世，享年岁。
- 月日，去世，享年岁。
- 月日，去世，享年岁。
- 月日，去世，享年岁。
- 月日，去世，享年岁。
- 月日，去世，享年岁。
- 月日，去世，享年岁。
- 月日，去世，享年岁。
- 月日，去世，享年岁。
- 月日，去世，享年岁。
- 月日，去世，享年岁。
- 月日，去世，享年岁。
- 月日，去世，享年岁。
- 月日，去世，享年岁。
- 月日，去世，享年岁。
- 月日，去世，享年岁。
- 月日，去世，享年岁。
- 月日，去世，享年岁。
- 月日，去世，享年岁。
- 月日，去世，享年岁。
- 月日，去世，享年岁。
- 月日，去世，享年岁。
- 月日，去世，享年岁。
- 月日，去世，享年岁。
- 月日，去世，享年岁。
- 月日，去世，享年岁。
- 月日，去世，享年岁。
- 月日，去世，享年岁。
- 月日，去世，享年岁。
- 月日，去世，享年岁。
- 月日，去世，享年岁。
- 月日，去世，享年岁。
- 月日，去世，享年岁。
- 月日，去世，享年岁。
- 月日，去世，享年岁。
- 月日，去世，享年岁。
- 月日，去世，享年岁。
- 月日，去世，享年岁。
- 月日，去世，享年岁。
- 月日，去世，享年岁。
- 月日，去世，享年岁。
- 月日，去世，享年岁。
- 月日，去世，享年岁。
- 月日，去世，享年岁。
- 月日，去世，享年岁。
- 月日，去世，享年岁。
- 月日，去世，享年岁。
- 月日，去世，享年岁。
- 月日，去世，享年岁。
- 月日，去世，享年岁。
- 月日，去世，享年岁。
- 月日，去世，享年岁。
- 月日，去世，享年岁。
- 月日，去世，享年岁。
- 月日，去世，享年岁。
- 月日，去世，享年岁。
- 月日，去世，享年岁。
- 月日，去世，享年岁。
- 月日，去世，享年岁。
- 月日，去世，享年岁。
- 月日，去世，享年岁。
- 月日，去世，享年岁。
- 月日，去世，享年岁。
- 月日，去世，享年岁。
- 月日，去世，享年岁。
- 月日，去世，享年岁。
- 月日，去世，享年岁。
- 月日，去世，享年岁。
- 月日，去世，享年岁。
- 月日，去世，享年岁。
- 月日，去世，享年岁。
- 月日，去世，享年岁。
- 月日，去世，享年岁。
- 月日，去世，享年岁。
- 月日，去世，享年岁。
- 月日，去世，享年岁。
- 月日，去世，享年岁。
- 月日，去世，享年岁。
- 月日，去世，享年岁。